# Delron Buckley
Delron Sebastian Buckley (né le 7 décembre 1977 à Durban) est un footballeur sud-africain qui joue au poste de milieu de terrain.
Après avoir débuté en Afrique du Sud dans le club de Butcherfille Rovers Durban, il est transféré à Bochum en Bundesliga. Il poursuit sa carrière en Allemagne sous les couleurs de l'Arminia Bielefeld et du Borussia Dortmund. En 2006-07, il est prêté au FC Bâle dans le championnat suisse.
De retour en Allemagne, Buckley joue au Borussia Dortmund avant de rejoindre en janvier 2009 1.FSV Mainz 05.
Buckley a disputé 72 matches et marqué 10 buts sous le maillot de l'équipe d'Afrique du Sud depuis ses débuts internationaux en 1998. Il a déjà disputé deux phases finales de coupe du monde en 1998 et 2002.
En 2018 il participe à la première saison de Dancing with the Stars, la version sud-africaine de Danse avec les stars.

## Palmarès
- Championnat de Suisse :
  - Vice-champion en 2007 (FC Bâle).
- Coupe d'Allemagne :
  - Finaliste en 2008 (Borussia Dortmund).
- Supercoupe d'Allemagne :
  - Vainqueur en 2008 (Borussia Dortmund).
- 2.Bundesliga :
  - Champion en 1996 (VfL Bochum).
  - Vice-champion en 2000 (VfL Bochum) et 2009 (1.FSV Mainz 05).
- Championnat de Chypre :
  - Vice-champion en 2010 (Anorthosis Famagouste).